# Vino de León

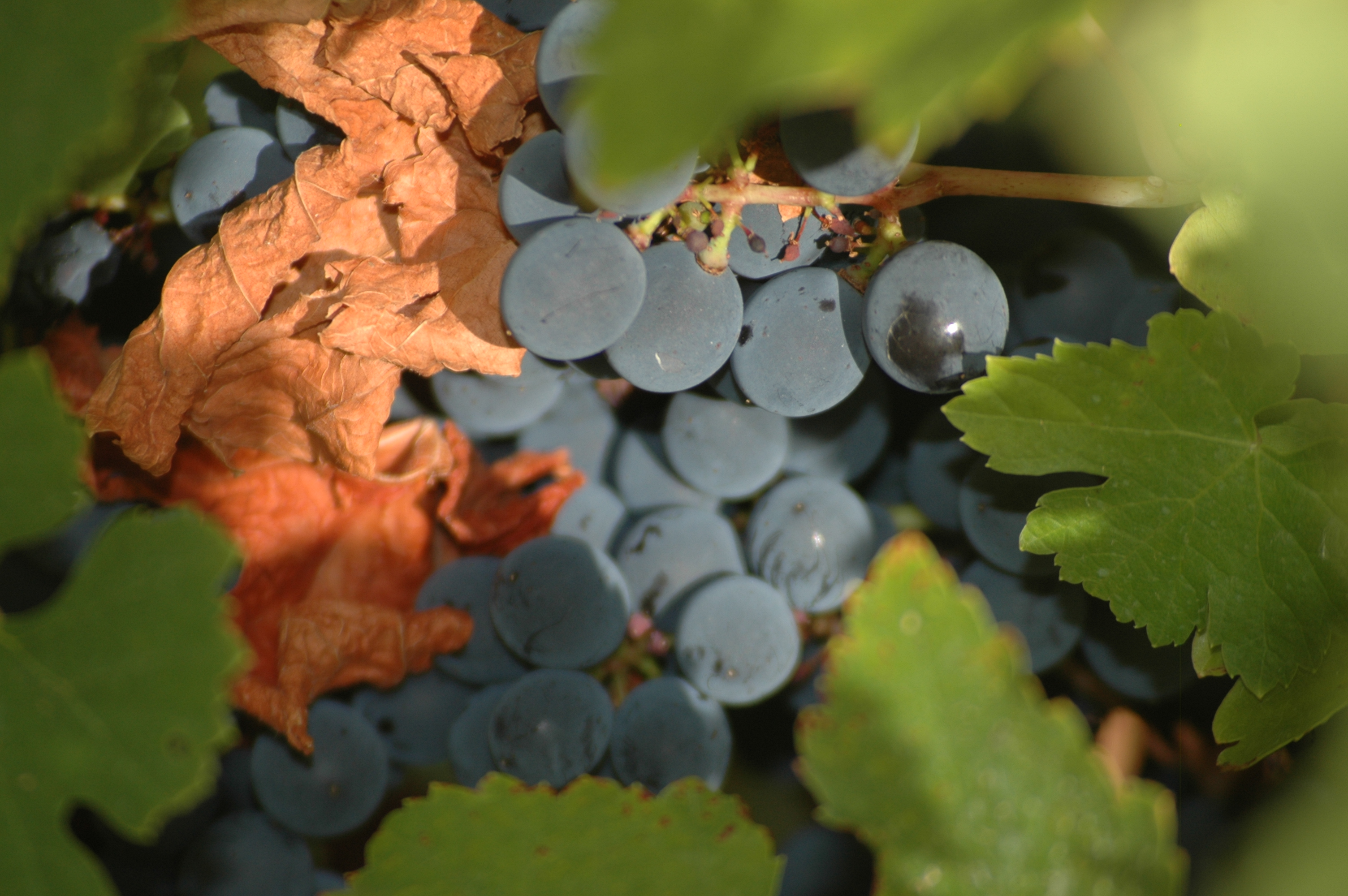
Mencía en época de vendimia en El Bierzo.

Situada al noroeste de la península ibérica, la provincia de León cuenta con más de 6.000 hectáreas de viñedo agrupadas en dos denominaciones de origen, Bierzo y Tierra de León (vino). Las variedades más representativas son la Mencía y la Prieto Picudo en las uvas tintas y Albarín blanco, Verdejo y Godello en las blancas, si bien hay también viñedos de Tempranillo, Garnacha y Malvasía entre otras.
Las principales zonas de producción son la zona baja de la comarca del Bierzo, conocida como hoya berciana y las zonas tradicionales de Valdevimbre, Los Oteros y Ribera del Cea, en el sur de la provincia.

## Historia
Si bien hasta fechas relativamente recientes no se han tenido datos sobre los viñedos leoneses; sin embargo, ya eran citados por Plinio el Viejo y Estrabón, lo que demuestra su existencia hace 2.000 años. Fueron los romanos los responsables del impulso de la agricultura en la provincia al introducir nuevas técnicas y cultivos, como el de la vid, que sustituyeron rápidamente las primitivas técnicas de los pueblos astures que habitaban León. Si en la actualidad se continúa usando el arado romano en algunas zonas de la provincia, resulta probable que algunas de las variedades que introdujeron los romanos en la provincia se sigan cultivando hoy día con las mismas técnicas empleadas entonces.
Los primeros estudios de entidad realizados sobre los viñedos leoneses fueron promovidos por la Real Sociedad Económica de Amigos del País de León, que en 1817 encarga un primer informe y en 1833 otro a socios del Bierzo y de las zonas del Esla y Cea que han sido tradicionalmente las zonas vitivinícolas más importantes de la provincia. Respecto al Bierzo, el informe fue realizado por un cosechero de Villafranca del Bierzo, que señalaba como en los últimos años del siglo XVIII el cultivo de la vid en el Bierzo había crecido considerablemente y como sin embargo esta situación cambia a principios del siglo XIX, advirtiendo que muchos vinicultores se encuentran al borde de la ruina. Los informes relativos a las otras dos zonas tratan sobre una situación similar. Más tarde, en 1870, la misma sociedad convoca un concurso sobre temas leoneses, premiando la labor de don Cecilio Díaz Garrote, autor de un censo agrario provincial donde se dice que la superficie cultivada en la provincia asciende a 409.877 hectáreas, de las cuales 17.701 corresponden a viñedos.

### La aparición de la filoxera
En 1863 apareció en Pujaut, Francia, donde fue controlado y en un invernadero de Hammersmith, cerca de Londres, Reino Unido un insecto procedente de América al que actualmente conocemos como Filoxera. Este insecto pronto se extendió al valle del Ródano y del Gironda en Francia y en poco más de una década al resto del continente europeo.
En España se tiene mención del primer foco en 1876, en la provincia de Málaga y en 1878 un segundo en la provincia de Gerona, para finalmente generalizarse la plaga por todo el país, llegando finalmente a León en 1888. Tras múltiples estudios se descubrió que para continuar con el cultivo de las vides tradicionales había que injertar estas con variedades inmunes o casi inmunes a los ataques del insecto. Aparece así el portainjerto patrón, cuya elección era un factor capital tener en cuenta su resistencia a la filoxera así como su afinidad con la variante nativa a injertar.
Tras el descubrimiento del portainjerto adecuado para las vides provinciales, comienza una entusiasta renovación de los viñedos leoneses durante los últimos años del siglo XIX, llegando a ser la superficie de viñedos renovados superior a la existente antes de la llegada de la filoxera. Junto a las pequeñas parcelas renovadas surgen grandes viñedos que intercalan almendros en los que también se construyen una casa de labor y se cercan con un seto vivo de escoba.

### Vinicultura leonesa a finales delsigloXXy principios delsigloXXI
Finiquitada ya toda la actividad en la viña y la bodega orientada exclusivamente al consumo familiar y regularizada la actividad a través de órganos de control promovidos desde las administraciones públicas, la vinicultura en León prácticamente solo se ejerce al amparo de nuevos proyectos industriales adscritos a las dos denominaciones de origen establecidas en la provincia. Fuera de estas quedan un reducido número de bodegas que producen un vino de mesa, en general, de menor calidad a la media o vinos de la tierra.
En este punto, hay que hacer referencia a la labor de las cooperativas, impulsadas por los propios viticultores en los años 60 y 70. Surgen así Vinos del Bierzo en Cacabelos, que se convierte pronto en la más importante de la provincia en medios, producción y afiliados y Viñas del Bierzo, entre otras en El Bierzo. Paralelamente surgen en el sur de León otras cooperativas como las de Valdevimbre, Villacalbiel, Pajares de los Oteros, Valderas o Gordoncillo. Mención aparte merece la cooperativa comarcal del Cea, en Mayorga, ubicada fuera de la provincia, en Valladolid, pero incluida dentro de la zona de producción del sur leonés.
La primera denominación de origen, la del Bierzo, nació en el año 1989, pasando no pocas dificultades en sus inicios hasta obtener reconocimiento en el mercado, ya que al principio estuvo muy ligada a la producción de las cooperativas, que antes que calidad, buscaban cantidad, siendo sus vinos considerablemente ácidos y de poca estructura. Esto cambia a finales de los 90 con la incorporación de nuevas técnicas y la llegada de nuevos bodegeros, que primaron la calidad sobre la cantidad. En 2010 las bodegas adscritas a la denominación vendieron 7.473.211 botellas, de las cuales, 1.252.482 fueron vendidas en el extranjero.
No sería sin embargo hasta 2007 cuando nacería la segunda denominación de origen de la provincia, Tierra de León, habiendo obtenido el reconocimiento de vinos de calidad 3 años antes, en 2004. La denominación tiene como ámbito la zona sur de la provincia y a la Prieto Picudo como variedad principal. Nacida como la fusión de las tres comarcas vitivinícolas tradicionales del sur leonés (Valdevimbre, Los Oteros y Ribera del Cea), situados en páramos, las terrazas de los ríos y en las extensiones superiores de los Oteros, los suelos son por lo general aptos para viñedos de calidad. En 2009 las bodegas adscritas a la denominación vendieron 1.843.295 botellas tras un ascenso prácticamente ininterrumpido a lo largo de la década desde unas iniciales 209.000 en el año 2000.